# Juglans avellana
Juglans avellana är en valnötsväxtart som beskrevs av Dode. Juglans avellana ingår i släktet valnötter, och familjen valnötsväxter. Inga underarter finns listade i Catalogue of Life.